# Psyche (gruppo musicale)
Gli Psyche sono un gruppo musicale dark synth-pop canadese formatosi nel 1982 a Edmonton (capoluogo della provincia dell'Alberta), ma ora "naturalizzato" tedesco. La band è incentrata sul frontman e cantante Darrin Huss, unico membro della band presente dalla formazione ad oggi.

## Storia
Costituita dai fratelli Darrin e Stephen Huss, la band canadese ha debuttato il 13 dicembre 1982 con la presenza del secondo tastierista Dwayne Goettel.
Nel 1983 il nome della band è diventato ufficialmente "Psyche", mutuato dal brano presente sul Lato B del singolo "Wardance" pubblicato dai Killing Joke nel 1980, oltre che per il significato in sé del termine. Il primo demo degli Psyche conteneva quattro titoli: "Screaming Fire", "Wrench", "A Threat" e "Torture"; fin dalle loro prime esibizioni, hanno dimostrato un modo originale di presenziare la scena (famose le performance di Darrin nudo, coperto solo di schiuma da barba, ispirandosi ad alcune fotografie di Fad Gadget pubblicate da una rivista di musica). Questi primi brani furono registrati inizialmente solo su audiocassetta, fino alla pubblicazione dell'album "Insomnia Theatre del 1985.
Dopo l'uscita del primo album autoprodotto, gli Psyche collaborano con l'etichetta francese New Rose Record: aggiungono tre tracce ("Mr. Eyeball Ooze", "Wrench" e "On the Edge") all'album originale e con un remix più aggiornato delle tracce originali ottenendo riscontri positivi nelle vendite nelle recensioni. Sull'onda di tale successo, decidono di venire in Europa. Pubblicano, dunque, nel 1986 un EP contenente quattro tracce e approdano a Parigi per pubblicare il loro primo album d'esordio: "Unveiling the Secret". Il successo non tarda ad arrivare: in un concerto presso il noto locale di musica parigino Élysée Montmartre, davanti a oltre duemila spettatori, gli Psyche aprirono il concerto del duo statunitense dei Suicide: è l'inizio del successo europeo della band con un tour che tocca, oltre la Francia, anche Belgio, Svezia, Paesi Bassi, e, infine, la Germania.
Con l'uscita di "Mystery Hotel" del 1988, loro terzo album, la band guadagna ulteriore notorietà in Europa, soprattutto in Germania e Francia, ma a causa di problemi di schizofrenia di Stephen (che dovette quindi interrompere la collaborazione), nel 1989 Darrin ritorna in Canada e inizia ad ampliare i suoi progetti musicali verso un sound più industriale, collaborando con altri artisti. Ed è di questo periodo che parte la lunga collaborazione con l'etichetta tedesca SVP Records. Pur non avendo pubblicato ancora nessun singolo, il brano "Misery" ebbe un buon riscontro che dura fino ad oggi. A questa fase risale anche "The influence" del 1989 in cui si riconosce quella tendenza più gothic rock, con toni più scuri ed elettropop che caratterizzerà anche la produzione futura degli Psyche.
Nel 1991 i fratelli Huss si separano e Darrin si trasferisce in Germania da dove parte per un tour europeo insieme al tastierista tedesco Johannes Haeusler (come supporto all'artista inglese Anne Clark), aumentando la popolarità e gli apprezzamenti.
Dopo un periodo di ulteriori sperimentazioni e techno-remix, Darrin pubblica il singolo "Angel Lies Sleeping" (remixato dal Mousse T.) con il nome di "Our Heaven", suo nuovo progetto musicale. Il brano "Heaven in Pain" decretò anche l'ascesa di Darrin Huss come solista, ma non ebbe il successo sperato. Darrin decide così di prendere una pausa creativa durante la quale, insieme al fratello Stephen, si concentra su come rinnovare il progetto Psyche.
Nel 1993, l'etichetta SVP Records decide di ristampare i primi due album degli Psyche, in un doppio CD speciale e un "best of" sotto il nome di "69 Minutes of History", contenente i loro pezzi più noti del periodo 1987-1991. L'uscita della raccolta diede ulteriore impulso a Darrin che ritenne il momento opportuno per un passaggio a una nuova direzione. Infatti, nel 1994, l'album "Intimacy" rappresenta un mix magistrale di brani dalle rinnovate e più mature sonorità: tra gli altri, ritroviamo "Heaven in Pain" (bonus-track per chi non aveva potuto acquistare il singolo) e brani come "Love is a Winter" (per pianoforte, scritto dal musicista Mark Hessburg, amico di Darrin) o anche "Peepshow" e "Blind" che cantano le zone più oscure di amore e sensualità; degno di menzione è anche "Freaks" che raggiunge nuovi standard nell'elettronica più "sinistra" degli Psyche.
In questo periodo d'oro, gli Psyche collaborano anche con il gruppo tedesco dei De/vision e ampliano i loro ammiratori anche nelle generazioni più giovani. Del 1994 è l'EP Private Desires che rappresenta un po' il ritorno alle origini per gli Psyche: in questo lavoro sono presenti brani di buon livello, tra cui va ricordato l'inedito Until the Shadows, scritto da Stephen.
Nel 1996, dopo ben oltre un decennio dal debutto, il progetto Psyche si trasforma in una partner-ship tedesco-canadese tra il tastierista Per-Anders-Kurenbach e Darrin Huss: il singolo You Run Away è una prova dell'innovazione più pop della loro musica. Allo stesso periodo risale la cover della celebre Goodbye Horses di Q Lazzarus del 1988 e il brano "Tears", tutti di buon riscontro di pubblico, grazie anche al più maturo e benaccetto sound dal sapore più energico.
Nel 1998 gli Psyche pubblicano il loro ottavo album ufficiale con la nuova etichetta discografica Strangeways di Amburgo: "Love Among the Ruined". Tra i brani di questo lavoro dal suono più sperimentale, ricordiamo "Murder in You Love" e "Land of Broken Promises" che presto diverranno dei "classici". Nel 1999 parte un tour in Svezia e Norvegia: durante queste tappe, gli Psyche sono accompagnati da un gruppo emergente, poi diventato famoso: gli Icon of Coil.
[
Nel 2000 gli Psyche pubblicano la compilation "Misguided Angels" (per l'etichetta americana Art-of-Fact Records) che contiene la loro produzione migliore dal 1983 al 2000. Da questo periodo, il progetto Psyche diventa un duo: oltre a Darrin (voce e sampling), troviamo il Remi Szyszka (synth e sound-design). Nel 2001 la nuova formazione pubblica il singolo "Sanctuary", sia come CD per l'etichetta Accession Records che EP per la Art-of-Fact Records. Nello stesso anno, Psyche pubblicano "The Hilding Place" (Accession, 2001), nono album ufficiale e volano, tra gli altri Paesi, anche negli Stati Uniti d'America, con una puntata anche a Waterloo, città natale di Huss. Il successo dell'album ha portato addirittura gli Psyche ad esser annoverati nella "Top 100 of the German Alternative Charts", classifica dei 100 artisti più meritevoli, poco al di sotto di gruppi storici come i Depeche Mode e i New Order.
I primi anni del 2000 sono costellati di tournée e successi, tra cui ricordiamo "Endangered Species" del 2002 e, nell'anno successivo, il singolo "The Quickening" e l'album in edizione limitata "Babylon Deluxe" (tutti per la Art-of-Fact Records). Un successo del 2004, invece, è il 12pollici "X-rated", pubblicato anche in CD da collezione (500 copie).
Il 2005 è l'anno dell'album "The 11th hour" che vede un ringiovanimento del sound e in cui Huss ritorna a collaborare con Kurenbach, raggiungendo il primo posto nella classifica "German Alternative Charts (DAC)". Continuando a riscuotere consensi con importanti partecipazioni nei principali festival europei, nel 2006, gli Psyche pubblicano "Life Imaginary", un DVD da collezione per festeggiare il loro 25º anniversario: 23 brani tratti dai vari album pubblicati.
Dal 2007 al 2010, la storia degli Psyche è costellata di successi mondiali straordinari e di importanti collaborazionio artistiche: in quest'ultimo anno va ricordata la stretta collaborazione con i No More: le due band s'incontrano per la prima volta durante un concerto a Kiel il 26 dicembre 2009 e decidono di partire insieme per un tour mondiale e una lunga serie di concerti congiunti (dal mese di aprile del 2011 in Italia). Dal 16 marzo 2012, il tour congiunto continua con diverse date in Francia e in Italia.

## Discografia
- 1985: "Insomnia Theatre" (doppio 12" - New Rose Records)
- 1985: "Contorting the Image" (12" – New Rose Records)
- 1985: "Insomnia Theatre" (LP – World Records, Malignant Productions)
- 1985: "Thundershowers" (12" - Mass Production)
- 1986: "Unveiling the Secret" (12" - New Rose Records)
- 1986: "Unveiling the Secret" (CD - New Rose Records)
- 1987: "Prisoner to Desire/Black Panther" (12" - New Rose Records)
- 1987: "Insomnia Theatre" (CD – New Rose Records)
- 1987: "Unveiling the Secret" (CD - New Rose Records)
- 1987: "Uncivilized" (12" e CD - New Rose Records)
- 1988: "Eternal/Insatiable" (12" e CD - New Rose Records)
- 1988: "Live" (12" - New Rose Records"
- 1988: "Uncivilized" (7" - New Rose Records)
- 1988: "Mystery Hotel" (LP e CD - New Rose Records)
- 1989: "Eternal/Insatiable" (7" - Amok Records)
- 1989: "Suspicion" (7" - New Life)
- 1989: "The Influence" (LP e CD - Animalized)
- 1990: "Tales from the Darkside" (CD - Animalized)
- 1991: "Angel Lies Sleping" (7", 12" e CD - SPV Records)
- 1991: "Daydream Avenue" (LP e CD - SPV Records)
- 1991: "If You Believe" (LP e CD - SPV Records)
- 1993: "69 Minutes of History" (CD - SPV Records)
- 1993: "Insomnia Theatre/Unveiling the Secret" (CD – SPV Records)
- 1993: "The Saint Became a Lush" (12" - Bol Records)
- 1994: "Intimacy" (CD - SPV Records)
- 1994: "Private Desires" (EP e CD - Synthetic Symphony)
- 1996: "Strange Romance" (CD - Synthetic Symphony)
- 1996: "You Ran Away/Good-Bye Horses" (CD – Synthetic Symphony)
- 1998: "Love Among the Ruined" (CD – Strange Ways Records)
- 1999: "Insomnia Theatre" (CD remastered - Synthetic Symphony)
- 1999: "Unveiling the Secret" (CD remastere - Synthetic Symphnony)
- 2000: "Misguided Angels" (CD – Art-of-Fact Records)
- 2000: "Live 2K" (CD ediz. limitata a 1000 copie – Psyche Enterprises)
- 2001: "Sanctuary" (CD – Accession Records)
- 2001: "Sanctuary" (EP e CD – Art-of-Fact Records)
- 2001: "The Hiding Place" (CD – Accession Records)
- 2001: "The Hiding Place" (CD – Art-of-Fact Records)
- 2002: "Endangered Species" (CD – Accession Records)
- 2002: "Endangered Species" (doppio CD – Art-of-Fact Records)
- 2003: "Babylon Deluxe" (CD – Accession Records)
- 2003: "Babylon Deluxe" (doppio CD in ediz. limitata – Artoffact Records)
- 2003: "Live at Belvedere Hall 1983" (CD in ediz. limitata a 1000 copie – Psyche Enterprises)
- 2003: "The Quickening" – (CD – Accession Records)
- 2004: "Legacy" (CD Compilation – Metropolis Records)
- 2004: "X-Rated" (12" – We Rock Like Crazy)
- 2004: "X-rated" (CD in edizi. limitata a 500 copie – Accession/Psyche Enterprises)
- 2005: "The 11th Hour" (CD – Accession Records)
- 2005: "The 11th Hour" (CD – Metropolis, Irond)
- 2006: "Imaginary Life" (DVD - Endless Records)
- 2006: "Unveiling the Secret, Remixes" (12" – Electronic Corporation)
- 2006: "Unveiling the Secret 2.0" – (CD Remix – Endless Records)
- 2007: "Club Salvation" (CD - Rivetting Promotions)
- 2007: "Vintage" (Digital Album – Psyche Enterprises)
- 2008: "Disorder" (7" in ediz. limitata a 500 copie – Psyche Enterprises)
- 2009: "Noche Oscura (Live In Mexico)" (CD – Psyche Enterprises)
- 2009: "Until The Shadows" (CD Compilation) – Metropolis Records)
- 2010: "Re-Membering Dwayne" (CD – Art-of-Fact Records)
- 2011: "Unknown Treasures (Interpretations)" (Digital Album – Psyche Enterprises)
- 2011: "Insomnia Theatre Box" (doppio LP - VOD Records)
- 2012: "All Things Pass into The Night" (EP in vinile – Optimo Music)